# Министерство развития Израиля
Министерство развития Израиля — правительственное министерство Израиля, действовавшее с 1953 по 1974 год и отвечавшее за природные ресурсы Государства Израиль. Министерство развития отвечало за государственную компанию «Israel Minerals» и Геологическую службу Израиля, а также за региональное развитие и продвижение. Министерство развития инициировало создание фонда реабилитации карьеров. Министр развития отвечал за закон о нефти и заводы Мертвого моря.
Четвертое израильское правительство, которое было создано 24 декабря 1952 года, учредило Министерство развития 15 июня 1953 года . Офис был создан для того, чтобы Дов Йосеф из Рабочей партии Эрец-Исраэль мог работать в правительстве. Шестнадцатое правительство Израиля упразднило Министерство развития и передало его полномочия Министерству торговли и промышленности в области электроэнергии, нефти и природных ресурсов, а также Министерству финансов передало полномочия в области топлива.
Преемником Министерства развития является Министерство национальной инфраструктуры, энергетики и водоснабжения Израиля.

## Министры развития
| Министр развития | Изображение | Начало срока         | Окончание срока      | Партия                                 |
| ---------------- | ----------- | -------------------- | -------------------- | -------------------------------------- |
| Дов Йосеф        |             | 15 июня 1953 года    | 3 ноября 1955 года   | МАПАЙ                                  |
| Мордехай Бентов  |             | 3 ноября 1955 года   | 2 ноября 1961 года   | МАПАМ                                  |
| Гиора Йосефталь  |             | 2 ноября 1961 года   | 23 августа 1962 года | МАПАЙ                                  |
| Йосеф Альмоги    |             | 30 октября 1962 года | 25 мая 1965 года     | МАПАЙ                                  |
| Хаим Йосеф Цадок |             | 31 мая 1965 года     | 12 января 1966 года  | МАПАЙ                                  |
| Моше Коль        |             | 12 января 1966 года  | 15 декабря 1969 года | Независимая либеральная партия Израиля |
| Хаим Ландау      |             | 15 декабря 1969 года | 6 августа 1970 года  | ГАХАЛ                                  |
| Хаим Гвати       |             | 6 августа 1970 года  | 10 марта 1974 года   | Маарах                                 |
| Хаим Бар-Лев     |             | 10 марта 1974 года   | 3 июня 1974 года     | Маарах                                 |

## Гендиректора министерства
| Имя           | Начало срока | Конец срока |
| ------------- | ------------ | ----------- |
| Яаков Пелед   | 1953 год     | 1955 год    |
| Менахем Бадер | 1955 год     | 1963 год    |
| Авраам Гибони | 1963 год     | 1966 год    |
| Исраэль Гилад | 1967 год     | 1970 год    |
| Йоси Варди    | 1970 год     | 1974 год    |